# Johannis Schot
Johannis Schot (Hoogvliet, 8 december 1987) is een Nederlands voormalig korfballer en huidig korfbalcoach. In 2009 werd Schot verkozen tot Talent van het Jaar en het was Schot die eigenhandig PKC de Korfbal League titel van 2015 opleverde.
Schot speelde 11 seizoenen in de Nederlandse Korfbal League, maar speelde ook in de Topkorfbal League in België. Hij is zowel Nederlands als Belgisch kampioen geworden. Schots partner is Sofie Goossens, een Belgisch topkorfbalster.

## Spelerscarrière

### Begin van Carrière
Schot begon met korfbal bij RWA, een korfbalclub uit Poortugaal, vlak bij Hoogvliet. Hij verliet de club om op hoger niveau te spelen en ging van WION naar het Dordtse Deetos.

### Deetos
In 2006 maakte Schot zijn debuut in het eerste team van Deetos/Snel, op 18-jarige leeftijd. Op dit moment speelde Deetos in de Korfbal League, de hoogste Nederlandse zaalcompetitie.
In zijn eerste seizoen maakte hij 21 goals en werd hij met Deetos 8e in de competitie.
In zijn tweede seizoen in de Korfbal League, 2007-2008, werd hij met 85 treffers de topscoorder van de ploeg. Deetos werd 7e in de competitie.
Seizoen 2008-2009 was een mooi jaar voor Schot bij Deetos. Zo maakte hij 90 goals in de korfbal league, meer dan het jaar ervoor. Voor zijn goede spel werd hij in dit seizoen ook onderscheiden met de prijs "Talent van het Jaar". Op het veld deed Deetos het nog beter, want het stond in de landelijke finale. Door Fortuna in de kruisfinales te verslaan stond Deetos in de finale tegen Koog Zaandijk. In een spannende finale verloor Deetos nipt met 23-22.
Seizoen 2009-2010 was een seizoen met pieken en dalen. Schot maakte in de league 117 goals en was wederom topscoorder van de club. Helaas voor Schot was dit niet genoeg, want Deetos werd laatste in de competitie waardoor degradatie een feit was. Op het veld speelde Deetos geen rol van betekenis en Schot kon zich in dit seizoen ook niet meer vinden in het beleid van de club. Hij besloot dan ook om bij Deetos te vertrekken.

### De Belgische Boeckenberg Panters
In 2010, na de degradatie met Deetos en de onvrede met het clubbeleid ging Schot spelen bij de Boeckenberg Panters, een Belgische topclub die in de Topleague speelde.
In dit seizoen, 2010-2011 werd Schot met Boeckenberg zowel Belgisch zaal- als veldkampioen. Hij was hiermee de eerste Nederlandse speler die Belgisch kampioen korfbal werd.
Ondanks het succes in België bleef het bij 1 seizoen. Ondertussen was Deetos weer terug gepromoveerd naar de Nederlandse Korfbal League en besloot Schot om terug te keren.

### Deetos, de return
In 2011 ging Schot terug naar Deetos, waar ondertussen een nieuw trainersduo aan het roer stond, namelijk Riko Kruit en Dennis Voshart.
In de zaal maakte Schot 86 goals in de Korfbal League en Deetos werd 8e, waardoor handhaving een feit was. Op het veld ging het de ploeg voor de wind, want het stond in de kruisfinale. In deze kruisfinale werd AKC Blauw-Wit verslagen met 17-16 waardoor Deetos wederom in de veldfinale stond. In deze veldfinale was Dalto de tegenstander en net als in 2009 verloor Deetos de finale met maar 1 punt verschil, het werd namelijk 16-15 voor Dalto.
Voor seizoen 2012-2013 was coach Riko Kruit vertrokken naar Blauw-Wit en werd Patrick den Hartog de nieuwe hoofdcoach. Deetos had het lastig en degradeerde wederom uit de Korfbal League. Schot was wel weer topscoorder van de ploeg met 86 goals. Ook op het veld degradeerde de ploeg.

### PKC
Na 2 degradaties in 2013 koos Schot ervoor om van club te ruilen. Hij verruilde Deetos voor PKC.
PKC was in 2013 Korfbal League kampioen geworden en was de runner-up geworden in de veldfinale, kortom een ploeg in de top van Nederland.
In Schot's eerste seizoen bij PKC, 2013-2014 moest hij wennen aan het feit dat hij niet meer de topscoorder van zijn ploeg was. Bij Deetos was hij haast elk seizoen de topscoorder, maar bij PKC was er voldoende schotkracht van andere spelers. Hij maakte in de competitie 84 goals en was hij de 3e scorende heer van de ploeg, achter Richard Kunst en Laurens Leeuwenhoek.
PKC werd 2e in de competitie en won in de play-offs van Fortuna waardoor het in de zaalfinale stond. In de zaalfinale was TOP de tegenstander en PKC verloor nipt met 21-20. Op het veld strandde PKC in de kruisfinale, aangezien toen Fortuna wel sterker bleek.
Seizoen 2014-2015 was een groot succes voor Schot. Met PKC werd hij 1e in de league en in de play-offs werd Koog Zaandijk makkelijk aan de kant gezet in 2 wedstrijden. De finale was een herhaling van het jaar ervoor, want wederom was TOP de tegenstander. Met 10 seconden op de klok was de wedstrijd gelijk op 21-21, totdat Schot de bal kreeg. Met nog maar 6 seconden op de klok schoot hij de winnende 22-21 binnen en was hij matchwinner van de Korfbal League. Op het veld werd PKC 1e in de Ereklasse B en ging op zoek naar de veldfinale om de dubbel te pakken (zowel zaal-als veldkampioenschap). In de kruisfinale werd Fortuna verslagen met 25-15 en stond PKC in de veldfinale. Ook nu was TOP de tegenstander, net als in de zaalfinale. TOP won deze wedstrijd met 19-14, waardoor PKC net geen dubbel kampioen werd.
In seizoen 2015-2016 had PKC eerst een Europacup om te winnen. In de Europacup finale werd de Belgisch zaalkampioen Boeckenberg verslagen, de eerste Europese titel van Schot. In de korfbal league werd PKC overtuigend 1e in dit seizoen. In de play-offs werd KZ verslagen, waardoor PKC voor het 6e jaar op rij in de zaalfinale stond. Net als de 2 seizoenen ervoor was TOP de tegenstander. PKC bleek echter in de finale niet in staat om de titel te verdedigen, want TOP won met 24-22. Het zou de laatste zaalfinale van Schot worden.
Op het veld kreeg PKC kans om sportieve wraak te nemen op TOP, want ook nu was de finale TOP-PKC. De wedstrijd eindigde in 28-25 in Papendrechts voordeel en zodoende was Schot voor de eerste keer in zijn carrière Nederlands veldkampioen.
Seizoen 2016-2017 werd een teleurstelling voor Schot en PKC. Wel won PKC de Supercup, een treffen tussen de Nederlandse en Belgische veldkampioen. PKC won van Boeckenberg met 27-15 en was de overduidelijke Europees veldkampioen. Echter ging het mis in de Nederlandse competitie. In de zaal had PKC goede papieren voor de titel, want het werd 1e na de reguliere competitie. Ook had Schot 109 goals gemaakt en zat goed in zijn spel. In de play-offs moest PKC het opnemen tegen het Amsterdamse AKC Blauw-Wit dat nipt 4e was geworden in de competitie. Blauw-Wit won brutaal de eerste play-off wedstrijd met 27-23 en PKC moest in de achtervolging. Wedstrijd 2 werd door PKC gewonnen met 29-25, waardoor een beslissende 3e wedstrijd gespeeld moest worden. Blauw-Wit stuntte door PKC met 27-26 te verslaan, waardoor PKC voor de eerste keer in 7 jaar niet in de zaalfinale stond. Op het veld deed PKC het ook niet beter, want ook hier werd de finale niet gehaald vanwege een verloren play-off tegen LDODK.
Seizoen 2017-2018 was het laatste seizoen voor Schot als speler. PKC werd, net als het seizoen ervoor, 1e in de competitie. Echter ging het wederom mis in de play-offs want Fortuna won in 3 wedstrijden, waardoor PKC voor het 2e jaar op rij niet in de zaalfinale stond.
Op het veld werd PKC 1e in de Ereklasse B en won het makkelijk in de play-off van Koog Zaandijk met 26-16, waardoor het in de veldfinale stond. In deze finale was Fortuna de tegenstander en daar had PKC nog een appeltje mee te schillen vanwege de verloren zaal-playoff serie. PKC won deze finale met 20-17, waardoor Schot zijn spelerscarrière afsloot als Nederlands kampioen veldkorfbal.

## Erelijst als Speler
- Korfbal League kampioen, 1× (2015)
- Ereklasse Nederlands veldkampioen, 2× (2016, 2018)
- Europacup kampioen, 2× (2014 en 2016)
- 1e Klasse Belgisch veldkampioen, 1× (2011)
- Topkorfbal League Belgisch zaalkampioen, 1× (2011)
- Beker van België Beker Van België, 1× (2011)
- Supercup veldkampioen, 1× (2017)
- Talent van het Jaar, 1× (2009)

## Oranje
Schot was speler van Jong Oranje, maar maakte nooit officiële minuten in het grote Nederlands korfbalteam.

## Coach

### Clubcoach
Na zijn carrière als speler is Schot coach geworden. Zo werd hij in 2018 eerst coach bij Boeckenberg in seizoen 2018-2019.
Na seizoen 2018-2019 besloot Schot om hoofdcoach te worden bij RWA, de club waar hij zelf begon met de sport. Echter kreeg hij al snel een aanbod van Boeckenberg om terug te keren als coach en moest hij kiezen. Hij koos voor Boeckenberg, mede vanwege de reistijd en moest RWA teleurstellen.
In seizoen 2019-2020 deed Boeckenberg het in de competitie goed. Echter kwam de competitie abrupt tot een eind, vanwege de COVID-19 maatregelen. Op basis van de prestaties werd Boeckenberg wel uitgeroepen tot Belgisch kampioen.
In het zaalseizoen 2022-2023 plaatste Boeckenberg zich als 4e voor de play-offs. Boeckenberg moest de kruisfinale spelen tegen de regerende zaalkampioen Floriant. In de kruisfinale versloeg Boeckenberg Floriant met 19-14, waardoor het zichzelf plaatste voor de Belgische zaalfinale tegen Borgerhout. In de finale wist Boeckenberg gemakkelijk te winnen met 24-15. Dit was de tweede zaaltitel als coach voor Schot.
In seizoen 2023-2024 was Schot voornemens om aan te blijven bij Boeckenberg, maar vanwege priveomstandigheden moest hij dit opgeven. Gert Degenaers nam het stokje van hem over.
Johannis Schot werd , samen met Barry Schep aangesteld als nieuwe coach bij PKC per seizoen 2025-206. Hiermee verving dit nieuwe duo het vertrekkend duo Wim Scholtmeijer en Jennifer Tromp.

### Belgisch Nationaal team
In 2018 werd Schot ook assistent bondscoach van het Belgisch korfbalteam, onder leiding van bondscoach Detlef Elewaut.
Hij was de assistent bondscoach bij de volgende internationale toernooien:
- WK 2019 (zilver)
- EK 2021 (zilver)
- World Games 2022 (zilver)
- WK 2023 (brons)

## Erelijst als Coach
- Belgisch kampioen zaalkorfbal, 2× (2020, 2023)